# Lago-Blanco-Kammratte
Die Lago-Blanco-Kammratte (Ctenomys fodax) ist eine Art der Kammratten. Die Art kommt in der patagonischen Steppe im Süden von Argentinien in der Provinz Chubut vor.

## Merkmale
Die Lago-Blanco-Kammratte erreicht eine Kopf-Rumpf-Länge von etwa 26,0 Zentimetern bei einer Schwanzlänge von 9,8 Zentimetern, für das Gewicht gibt es keine spezifischen Angaben. Die Hinterfußlänge beträgt ohne Klaue 40 Millimeter. Dabei stammen die Daten vom männlichen Holotypen. Es handelt sich damit um eine der größten Arten der Kammratten. Das Fell ist weich. Die Färbung ist in der Regel zimtbraun.
Der Schädel ist groß und gebogen. Die Nasenbeine sind im vorderen Bereich breit, wodurch die Schnauzenregion ebenfalls sehr breit ist. Die Paukenblasen sind breit und in der Aufsicht sichtbar. Die Interparietalia sind länger als breit und in der Mitte in der Regel durch einen Kamm geteilt.
Der Karyotyp besteht aus einem doppelten Chromosomensatz von 2n=28 Chromosomen, die Anzahl der Chromosomenarme (FN, fundamental number) beträgt 38 oder 42. Die Spermien sind leicht asymmetrisch gebaut.

## Verbreitung
Das Verbreitungsgebiet der Lago-Blanco-Kammratte liegt im Süden von Argentinien in der Provinz Chubut. Dabei kommt die Art nur im Umland des Lago Blanco und im Departamento Río Senguer vor.

## Lebensweise
Über die Lebensweise der Lago-Blanco-Kammratte liegen wie bei den meisten Arten der Kammratten nur wenige Informationen vor. Sie lebt wie alle Kammratten weitgehend unterirdisch in Gangsystemen, die sie in sandigen Böden der Steppe anlegt. Die Tiere ernähren sich vegetarisch von den verfügbaren Gräsern und anderen Pflanzen. Über die Fortpflanzung gibt es keine Angaben.

## Systematik
Die Lago-Blanco-Kammratte wird als eigenständige Art innerhalb der Gattung der Kammratten (Ctenomys) eingeordnet, die aus etwa 70 Arten besteht. Die wissenschaftliche Erstbeschreibung der Art stammt von dem Zoologen Oldfield Thomas aus dem Jahr 1910, der sie anhand von Individuen aus dem Valle del Lago Blanco in den Bergregionen des südlichen Chubut beschrieb. Die Region wurde später auf das Estancia Valle Huemuelles im Departamento Río Senguer eingegrenzt. Aufgrund von molekularbiologischen Daten wird die Art mit weiteren verwandten Arten der magellanicus-Artengruppe um die Magellan-Kammratte (Ctenomys magellanicus) zugeordnet.
Innerhalb der Art werden neben der Nominatform keine weiteren Unterarten unterschieden.

## Status, Bedrohung und Schutz
Die Lago-Blanco-Kammratte wird von der International Union for Conservation of Nature and Natural Resources (IUCN) keiner Gefährdungskategorie zugeordnet, sondern aufgrund fehlender Daten als „data deficient“ gelistet. Man geht davon aus, dass die Art bedroht ist, es gibt jedoch noch sehr wenige Informationen über die Vorkommen, ihren Zustand und ihre ökologischen Erfordernisse.

## Belege
1. 1 2 3 4 5 6 7 8 9 10  Lago Blanco Tuco-tuco. In: T.R.O. Freitas: Family Ctenomyidae In: Don E. Wilson, T.E. Lacher, Jr., Russell A. Mittermeier (Herausgeber): Handbook of the Mammals of the World: Lagomorphs and Rodents 1. (HMW, Band 6) Lynx Edicions, Barcelona 2016, S. 525, ISBN 978-84-941892-3-4.
2. 1 2  Ctenomys fodax. In: Don E. Wilson, DeeAnn M. Reeder (Hrsg.): Mammal Species of the World. A taxonomic and geographic Reference. 2 Bände. 3. Auflage. Johns Hopkins University Press, Baltimore MD 2005, ISBN 0-8018-8221-4.
3. ↑  Ctenomys fodax in der Roten Liste gefährdeter Arten der IUCN 2020. Eingestellt von: R. Ojeda, 2016. Abgerufen am 10. Juni 2020.